# Пентюхов (хутір)
Пентюхов (рос. Пентюхов; адиг. Пентюхов) — хутір Шовгеновського району Адигеї Росії. Входить до складу Дукмасовського сільського поселення.
Населення — 104 особи (2015 рік).